# جميل الأورفلي
جميل الأورفلي هو باحث قانوني وسياسي عراقي شغل مناصب وزارية مختلفة خلال العهد الملكي في العراق.

## عنه
ولد في بغداد عام 1907 وتوفي عام 1994.
حصل على بعثة لدراسة التاريخ في لندن لكنه فضل الدراسة في كلية الحقوق في بغداد، وتخرج منها عام 1930، ثم درس الاقتصاد في لندن ثم عاد إلى بغداد ليمارس المحاماة، وعمل قاضيا عام 1934، وانتخب نائبا عن ديالى عام 1947 شغل منصب نائب الأول الرئيس مجلس النواب 1948-1950.
شغل منصب وزير العدلية مرة واحدة في الوزارة الجمالية الأولى، كما شغل المنصب بالوكالة في وزارة توفيق السويدي الثالثة بعد استقاله الوزير حسن سامي التتار بعد أن كان وزيرا بلا وزارة.
كذلك شغل منصب وزير المعارف في وزارة محمد فاضل الجمالي الثانية ووزير الزراعة مرتين في وزارتي عبد الوهاب مرجان وأحمد مختار بابان. وهي آخر وزارات العهد الملكي.
كما أشرف على مديرية الأوقاف عام 1950.

## مؤلفاته
- شرح قانون العقوبات البغدادي وتعديلاته وذيوله: القسم العام والخاص - بغداد 1948.[1]
- له كتيب شعري أصدره قبل وفاته.[1]

## ملاحظة
- تاريخ ولادته بحسب معجم المؤلفين لكوركيس عواد هو 1910.[1]